# Aureopterix micans
Aureopterix micans là một loài bướm đêm thuộc họ Micropterigidae. Nó được tìm thấy ở rừng mưa rậm khắp Nouvelle-Calédonie from Mount Panié to the Rivière Bleue.
Con trưởng thành bay between giữa tháng 10 and the end of tháng 1.
Chiều dài cánh trước khoảng 2.7 mm đối với con đực và 3.2 mm đối với con cái. 